# Himantoglossum
Genre
Classification phylogénétique
Himantoglossum, les himantoglosses, est un genre de plantes de la famille des Orchidaceae. Ce sont des orchidées géophytes terrestres dont certaines espèces sont visibles fréquemment sur les bords de route (février à juin dans le sud de la France) et les bords de clairières. 
Certaines espèces de ce genre étaient classées auparavant dans les genres Barlia, Comperia et Loroglossum, trois genres qui ne sont plus reconnus en taxinomie selon la classification phylogénétique.

## Liste des espèces
1. Himantoglossum adriaticum H.Baumann (1978). - himantoglosse adriatique
2. Himantoglossum affine (Boiss.) Schltr. (1918).
3. Himantoglossum calcaratum (Beck) Schltr. (1927).
4. Himantoglossum caprinum (M.Bieb.) Spreng. (1826).
5. Himantoglossum comperianum (Steven) P.Delforge (1999).
6. Himantoglossum formosum (Steven) K.Koch (1849).
7. Himantoglossum galilaeum  Shifman (2008).
8. Himantoglossum hircinum (L.) Spreng. (1826).  - orchis bouc ou himantoglosse à odeur de bouc
9. Himantoglossum metlesicsianum  (W.P.Teschner) P.Delforge (1999). - endémique de Tenerife
10. Himantoglossum montis-tauri Kreutz & W.Lüders (1997).
11. Himantoglossum robertianum (Loisel.) P. Delforge (1999). - orchis géant, orchis à longues bractées ou barlie.

## Synonyme
- Hymanthoglossum Tod.